# 15 dicembre
Il 15 dicembre è il 349º giorno del calendario gregoriano (il 350º negli anni bisestili). Mancano 16 giorni alla fine dell'anno.

## Eventi
- 37 – Nasce l'imperatore romano Nerone
- 530 – Giustiniano I promulga la costituzione Deo auctore con la quale avvia la redazione del Digesto
- 687 – Sergio I diventa papa
- 1025 – Finisce il lungo e glorioso regno di Basilio II Bulgaroctono (976-1025) e diventa imperatore bizantino il fratello Costantino VIII
- 1124 – Elezione di papa Onorio II
- 1702 – Quarantasette ronin, in precedenza al servizio di Asano Naganori, assaltano la dimora di Kira Yoshinaka, e lo uccidono per vendicare il loro signore. Il loro sfoggio degli ideali del bushidō diventa una leggenda nazionale
- 1709 – Le truppe francesi riconquistano Roma e occupano il Regno di Napoli
- 1711 – Scoppia un'epidemia di peste a Copenaghen
- 1791 – Viene approvata la Carta dei diritti degli Stati Uniti
- 1799 – Napoleone Bonaparte diventa Primo Console di Francia
- 1806 – L'armata napoleonica occupa Varsavia
- 1840 – Le spoglie di Napoleone Bonaparte vengono riportate agli Invalides
- 1890 – Toro Seduto, Tatanka Iyotake nella lingua dei Lakota Sioux di cui era l'ultimo grande capo, viene ucciso dagli agenti federali (uno di questi anche lui proveniente dai Lakota Sioux) che erano andati a prelevarlo nella riserva di Standing Rock.
- 1891 – James Naismith inventa la pallacanestro
- 1896 – Il medico italiano Scipione Riva Rocci presenta alla stampa scientifica lo sfigmomanometro di sua ideazione
- 1935 – Guerra d'Etiopia: con il primo attacco delle truppe di Ras Immirù contro le forze del generale Graziani, inizia la battaglia del Ganale Doria.
- 1939 – Prima cinematografica di Via col vento
- 1941 – Seconda guerra mondiale – Olocausto: le truppe tedesche uccidono oltre 15000 ebrei presso Drobytsky Yar, una gola vicino Charkiv in Ucraina.
- 1942 – Seconda guerra mondiale: inizia la battaglia del monte Austen durante la Campagna di Guadalcanal
- 1945 – Il generale statunitense Douglas MacArthur ordina la fine dello Shintoismo come religione di Stato in Giappone
- 1961 – Un tribunale per i crimini di guerra israeliano condanna a morte Adolf Eichmann per il suo ruolo nell'Olocausto
- 1964 – Dal poligono di Wallops Island, Virginia, viene lanciato il primo satellite italiano, il San Marco I
- 1965 – Programma Gemini: lancio della Gemini 6A
- 1966 – L'astronomo Audouin Dollfus scopre Giano, satellite di Saturno
- 1967 – Crollo del Silver Bridge, ponte di collegamento tra Point Pleasant, luogo dove fu spesso avvistato l'uomo falena
- 1969 – L'anarchico Giuseppe Pinelli muore, dopo un volo dal quarto piano avvenuto in circostanze mai chiarite, durante un interrogatorio nella stanza del commissario Luigi Calabresi in relazione alle indagini sulla Strage di piazza Fontana; l'avvenimento è raccontato ne La ballata del Pinelli, scritta da giovani anarchici mantovani la sera stessa dei funerali e successivamente rielaborata da Joe Fallisi[1]
- 1970 – La sonda Venera 7 atterra su Venere
- 1974 – Esce nelle sale cinematografiche statunitensi Frankenstein Junior
- 1976
  - Referendum sulla riforma politica in Spagna che, pur confermando la monarchia, dà inizio ufficialmente alla democrazia
  - Samoa diventa membro dell'ONU
- 1979
  - Iniziano le trasmissioni della Rete Tre, terza rete della RAI, istituita già nel 1975; assieme alla rete nascono il TG3 ed il TGR
  - Esce nelle sale cinematografiche giapponesi Lupin III - Il castello di Cagliostro, primo lungometraggio di Hayao Miyazaki
- 1991 – In Egitto il naufragio del traghetto Salem Express causa 471 morti
- 1994
  - Viene pubblicato il browser Netscape Navigator 1.0
  - Palau diventa membro dell'ONU
- 1995 – La Corte di giustizia della Unione europea emette la Sentenza Bosman
- 1996 – Boeing e McDonnell Douglas, giganti dell'aeronautica, annunciano la loro fusione
- 1999
  - In Venezuela si svolge un referendum per l'adozione della nuova costituzione.
  - Piogge torrenziali provocano presso Caracas smottamenti e inondazioni. Si stimano 50 000 morti e altrettanti feriti. Le cifre dei morti non possono essere verificate in quanto il fango ha ricoperto tutto
  - L'onorevole Beniamino Andreatta finisce in coma per un infarto
- 2000
  - Chiusura definitiva della Centrale nucleare di Černobyl'
  - Esce nelle sale cinematografiche statunitensi il film Le follie dell'imperatore, 40º Classico Disney
- 2001 – La Torre pendente di Pisa riapre al pubblico dopo undici anni di lavori
- 2010 – Iran, in una moschea a Chabahar due kamikaze, appartenenti ad una minoranza sunnita della zona, richiamandosi al gruppo terroristico Jundallah, compiono una strage di 39 persone, compresi donne e bambini
- 2017 – Le spoglie della regina Elena vengono riportate in Italia da Montpellier

## Nati
Ci sono circa 1 070 voci su persone nate il 15 dicembre; vedi la pagina Nati il 15 dicembre per un elenco descrittivo o la categoria Nati il 15 dicembre per un indice alfabetico.

## Morti
Ci sono circa 500 voci su persone morte il 15 dicembre; vedi la pagina Morti il 15 dicembre per un elenco descrittivo o la categoria Morti il 15 dicembre per un indice alfabetico.

## Feste e ricorrenze

### Civili
Internazionali:
- Giorno di Zamenhof, festa esperantista in occasione dell'anniversario della nascita del fondatore della lingua esperanto

### Religiose
Cristianesimo:
- San Bacco il Giovane (Dahhat)
- San Candido martire con sei compagni in Africa
- Santa Cristiana, vergine
- Sant'Ilarione vescovo di Vereiya (Chiese di rito orientale)
- Santa Maria Crocifissa di Rosa, vergine, fondatrice delle Ancelle della carità
- San Massimino di Micy, abate
- San Valeriano di Avensa, vescovo e martire
- Santa Virginia Centurione Bracelli, fondatrice delle Suore di Nostra Signora del Rifugio in Monte Calvario
- Beato Carlo Steeb, cofondatore delle Sorelle della misericordia
- Beato Marco mercedario
- Beata Margherita Fontana, vergine
- Beata Maria della Pace, vergine mercedaria
- Beate Maria Jula Ivanisevic e 4 compagne, martiri della Drina
- Beata Maria Vittoria De Fornari Strata, fondatrice dell'Ordine della Santissima Annunziata
- Beato Marino, abate
- Beato Paolo Gracia Sanchez, coadiutore salesiano, martire
- Beato Raimondo Eirin Mayo, coadiutore salesiano, martire

Religione romana antica e moderna:
- Consualia
- Natale di Fortuna Redux
- Natale del divo Vero
- Ludi Lancionici, quarto giorno